# HD 190172
HD 190172，又名BD-07 5159，SAO 144038、HR 7661，是一颗恒星，视星等为6.72，位于銀經34.46，銀緯-19.52，其B1900.0坐标为赤經19h 58m 38.3s，赤緯-7° -19.52′ 59″。